# Майдан (Ивано-Франковская область)
Майда́н (укр. Майдан) — село в Ямницкой сельской общине Ивано-Франковского района Ивано-Франковской области Украины.
Население по переписи 2001 года составляло 1117 человек. Занимает площадь 2.66 км². Почтовый индекс — 77420. Телефонный код — 3436.